# ستة أيام من الحرب
ستة أيام من الحرب: يونيو 1967 وصناعة شرق أوسط جديد هو كتاب غير روائي صدر عام 2002 للمؤرخ الإسرائيلي الأمريكي المولد والسفير الإسرائيلي في الولايات المتحدة مايكل أورين، يروي أحداث حرب 1967 بين إسرائيل وجيرانها العرب. بإشادة نقدية على نطاق واسع، فاز الكتاب بجائزة لوس أنجلوس تايمز للكتاب عن التاريخ وقضى سبعة أسابيع على قائمة نيويورك تايمز لأكثر الكتب مبيعا.
استخدم أورين أثناء البحث مصادر أولية من إسرائيل والعالم العربي والولايات المتحدة والمملكة المتحدة والاتحاد السوفيتي التي أصبح الكثير منها متاحًا للعلماء مؤخرًا فقط، ونقلاً عن اتساع وعمق أبحاث أورين ووضوح كتاباته، وصفت عدة مراجعات في الإذاعة الوطنية العامة وواشنطن بوست وإفيلادلفيا إنكواير وشيكاغو سن-تايمز الكتاب بأنه ألتفسير المعتمد للصراع. تم توفير الترجمة العبرية لستة أيام من الحرب في يونيو 2007.

## أسباب الحرب
يؤكد أورين أن الحرب لم تكن موجهة من قبل أي من الطرفين لكنها، كما هو الحال مع الحرب العالمية الأولى، نشأت الحرب عن سلسلة متصاعدة من الأحداث، بعضها عرضي بحت. على سبيل المثال في نوفمبر 1966، قُتل ثلاثة من رجال الشرطة الإسرائيليين عندما عبروا فوق لغم تركه فدائيون فلسطينيون نشطون من الأردن (على الرغم من احتمال دعم سوريا)، ولأسباب غير واضحة، سمح السفير الأمريكي الذي عادة ما يكون فعالا في إسرائيل بعدة أيام قبل إرسال رسالة تعزية من العاهل الأردني الملك حسين إلى رئيس الوزراء الإسرائيلي. في غياب رسالة تعزية قامت إسرائيل بالرد عليها، معتبرة أنه على الرغم من أن الدولة الأردنية لم تكن وراء الهجوم، إلا أن الشعب الأردني عرض المأوى على المهاجمين - فقد أصبح هذا واحدًا من سلسلة الحلقات التي أدت إلى الحرب. مثال آخر هو قرار الإسرائيليين بالامتناع عن استعراض الدروع في موكب يوم الاستقلال عام 1967 في القدس: على الرغم من أن هذا تم عمله لتخفيف حدة التوتر حيث تم تقسيم القدس عن طريق هدنة عام 1949، فقد تم تفسيرها فعليًا على أنها علامة على أن الإسرائيليين يركزون مدرعاتهم لغزو سوريا.

## لماذا فازت إسرائيل
كان القادة والحكام العرب في معركة مع بعضهم البعض للمزايدة في نضالهم وكراهيتهم لإسرائيل: في حالة القيادة البعثية في سوريا، يجادل أورين بأن الحرب كانت أساسية لأيديولوجيتهم، بينما كان خطاب المصريين المحنكين بشأن إسرائيل محاولة لكسب القيادة العربية - رغم أن مصر لا تريد حربًا. داخل مصر كانت القيادة منقسمة بشكل خطير، حيث استخدمت فصائل مختلفة داخل النظام الخطاب المعادي لإسرائيل كطريقة للقتال فيما بينها، ونتيجة لذلك لم تكن هناك طريقة فعالة للعرب ككل لاستخدام تفوقهم العددي في حرب متعددة الجبهات بينما كانت القوات المسلحة لأكبر دولة عربية محاصرة بين الأوامر والاستراتيجيات المربكة. لقد عمل الإسرائيليون بجد وخططوا بدقة لاحتمال الحرب مع جيش مدرب جيدًا، وعلى العكس توقع جنرال سوري الهزيمة الكاملة لإسرائيل في 4 أيام «على الأكثر». أصر الرئيس المصري جمال عبد الناصر على أن القوات الجوية الإسرائيلية غير قادرة على مهاجمة القواعد الجوية المصرية، والمفارقة أن الهجوم الإسرائيلي الناجح على المجال الجوي المصري كان عاملاً رئيسياً في انتصار إسرائيل. وصف أحد المسؤولين المصريين قيادة بلاده بأنها كانت تعتقد أن «تدمير إسرائيل مجرد لعبة أطفال تتطلب فقط تركيب بعض الخطوط الهاتفية في منزل القائد وكتابة شعارات النصر».

## الاستقبال
فاز الكتاب بجائزة لوس أنجلوس تايمز للكتاب عن التاريخ وقضى سبعة أسابيع على قائمة نيويورك تايمز لأكثر الكتب مبيعا، وكتبت ملحق الصحيفة لمراجعة الكتب مقالًا إيجابيًا عن الكتاب، وكذلك الواشنطن بوست التي وصفته بأنه «ليس فقط أفضل كتاب مكتوب حتى الآن عن حرب الأيام الستة، فمن المحتمل أن يظل الأفضل». تم نشر مراجعات إيجابية من قبل مجلات ذا أتلانتيك وذا نيو ريببلك والغارديان ونيوزويك وذي إيكونوميست والمؤرخ جون كيغان والمؤرخ الإسرائيلي الجديد بيني موريس.[بحاجة لمصدر] كتب نورمان فينكلشتاين مراجعة نقدية الكتاب واصفا إياه بأنه«رواية اعتذارية»، حيث يكرر أورين «الرواية الإسرائيلية الرسمية لحرب يونيو».

## وصلات خارجية
- مقابلة بوكنوتس مع أورين في ستة أيام من الحرب، 25 أغسطس 2002.